# Матюшин Геральд Миколайович
Геральд Миколайович Матюшин (рос. Геральд Николаевич Матюшин; * 14 листопада 1927, Уфа — 7 серпня 2000, Москва) — російський вчений-археолог, директор Інституту людини РАН, провідний науковий співробітник Інституту археології РАН, ректор археологічного коледжу Російського археологічного товариства; доктор історичних наук, член-кореспондент Російської академії природничих наук (РАПН, 1992); голова Російського археологічного товариства, віце-президент Російської народної академії наук, член Американського археологічного товариства, учасник Великої Вітчизняної війни.

## Життєпис
У 1941 токар на заводі гірничого обладнання. Під час Другої світової війни служив юнгою на Північному флоті.
Закінчив історичний факультет Башкирського державного педагогічного інституту ім. К. А. Тімірязєва (1952). У 1951—1961 вчитель історії в школах і технікумах Уфи. З 1961 працює в Інституті археології АН СРСР (закінчив тут аспірантуру в 1964 р.).
Близько 30 років вів дослідження пам'яток кам'яної доби на Південному Уралі. Вперше відкрив на Уралі стоянки раннього палеоліту, мезоліту і енеоліту; виділив 6 нових археологічних культур. У 1960-ті рр.. висунув гіпотезу антропогенезу, що враховує роль мутагенних факторів на території прабатьківщини людини. Матюшин виділив 5 екологічних криз в голоцені, що зіграли важливу роль у зміні культур і цивілізацій, визначив новий шлях проникнення відтворюючого господарства (через Південний Урал і Східний Прикаспій) до Європи, що підтверджує геноетнологія.
У 1964 р. захистив кандидатську дисертацію «Мезоліт і неоліт Башкирії», в 1987 р. — докторську дисертацію «Кам'яна доба Південного Уралу: Передуралля. Проблема становлення відтворюючого господарства».

## Археологічніекспедиції
- 1952–1989 рр.. (Башкирія, Південний Урал, Україна, Таджикистан),
- 1958 р. — начальник 2-го неолітичного загону Башкирської експедиції,
- 1959 р. — розвідувального загону Башкирської експедиції,
- 1960 р. — археологічного загону УДП,
- 1961 р. — Загону з вивчення кам'яної доби,
- 1962 р. — Башкирського неолітичного загону інституту археології,
- 1963 р. — Башкирського і Нугушского загонів інституту археології,
- 1965–1966 рр.. — Південно-Уральського загону інституту археології,
- 1968–1989 рр.. — Південно-Уральської експедиції інституту археології; і т. д.

Був головою відродженого Російського археологічного товариства, головою бюро Секції археології та антропології Російської академії природничих наук.

## Нагороди
- У 1985 р. — орден Вітчизняної війни 2-го ступеня,
- у 1946 р. — медаль Ушакова (СРСР),
- у 1992 р. — Медаль Ушакова (Російська Федерація).

## Праці
Запропонував ряд фундаментальних ідей в галузі вивчення кам'яної доби Південного Уралу. Автор понад 300 наукових праць, в тому числі:
- (рос.)У колыбели истории. М., 1972;
- (рос.)Мезолит Южного Урала. М., 1976;
- (рос.)Яшмовый пояс Урала. М., 1977;
- (рос.)Энеолит Южного Урала. М., 1982;
- (рос.)У истоков человечества. М., 1982;
- (рос.)Три миллиона лет до нашей эры. М., 1986;
- Nguon gos loaoi ngioi. Ha noi, 1986;
- (рос.)Историческое краеведение. М., 1987;
- (рос.)У истоков цивилизации. М., 1992;
- On the Bound of History // Antiquity RAS. Issue 5. Moscow, 1993;
- (рос.)Каменный век Южного Урала. М., 1994;
- (рос.)Смена культур, цивилизации и экологические кризисы. М., 1994;
- (рос.)Неолит Южного Урала: Предуралье. М., 1996;
- (рос.)Археологический словарь. М., 1996;
- (рос.)Общество и власть. М., 1997;
- (рос.)Тайны цивилизаций: История Древнего мира / Матюшин, Геральд Николаевич. — М.: АСТ-ПРЕСС КНИГА, 2002. — 350 с.: ил. — (Историческое расследование).